# Quần đảo Swan, Falkland

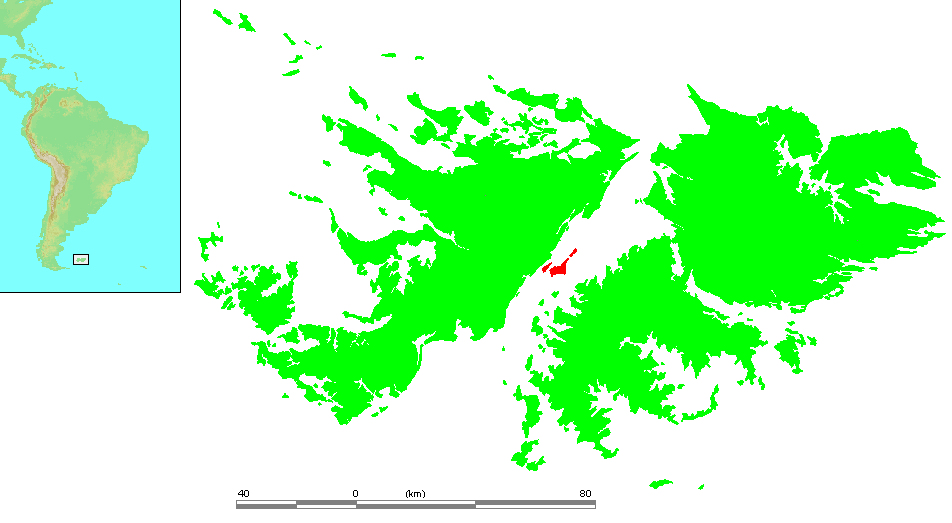
Vị trí của quần đảo Swan trong eo biển Falkland và quần đảo Falkland

Swan là một quần đảo nhỏ, nằm giữa eo biển Falkland thuộc quần đảo Falkland. quần đảo là một vùng đất tương đối thấp, được bao phủ bởi những cánh đồng cỏ tussac. Tên đảo có nghĩa là "thiên nga" được đô đốc George Grey, là người khảo sát quần đảo Falkland đặt.